# Quittelsdorf
Quittelsdorf ist ein Ortsteil der Stadt Königsee im Landkreis Saalfeld-Rudolstadt in Thüringen.

## Geographie
Der Ort liegt am Nordrand des Thüringer Waldes, in 300 m über NN zu beiden Seiten des Flüsschens Rinne. Die Berge und steileren Hänge sind bewaldet und die Tallagen meist mit Grünland bewachsen. Die Buntsandsteinverwitterungsböden herrschen vor.

## Geschichte
Am 1. Februar 1275 wurde das klostereigene Dorf erstmals urkundlich erwähnt. Mit dem Bau einer Eisenbahn von Arnstadt nach Saalfeld durch die Flur Quittelsdorf wurde 1885 begonnen und ein Haltepunkt in Leutnitz errichtet, der jedoch im Dezember 2011 wegen geringer Fahrgastzahlen geschlossen wurde. Bis 1918 gehörte der Ort zur Oberherrschaft des Fürstentums Schwarzburg-Rudolstadt.
Am 1. Juli 1950 wurde die bis dahin eigenständige Gemeinde Leutnitz eingegliedert.

## Sehenswürdigkeiten
- St.-Wenzel-Kirche (Quittelsdorf)

## Persönlichkeiten
- Ludwig Friedrich Cellarius (1745–1818), deutscher evangelischer Theologe

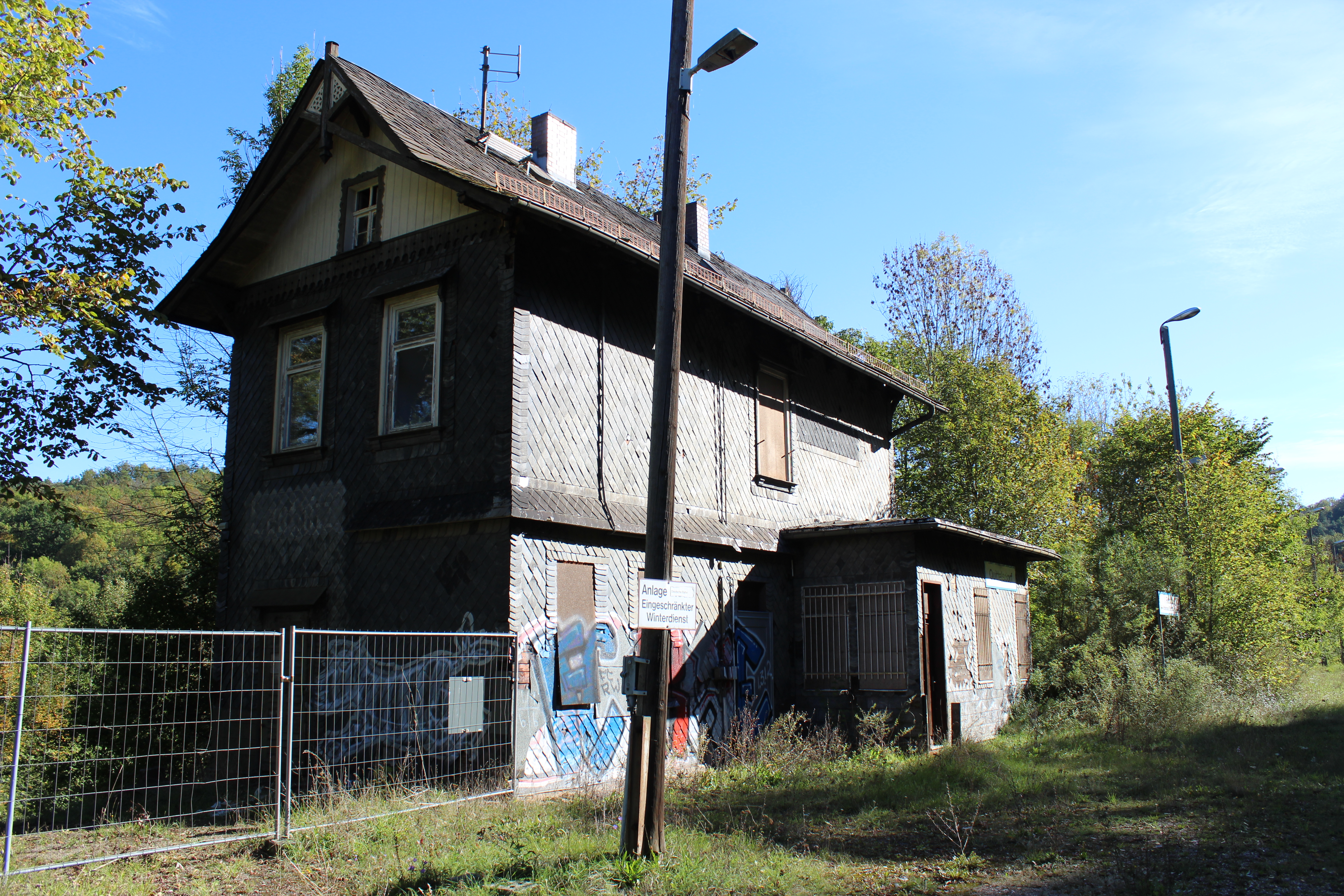
Ehemaliger Haltepunkt Quittelsdorf (2018)